# Hirtodrosophila fuscohalterata
Hirtodrosophila fuscohalterata är en tvåvingeart som först beskrevs av Oswald Duda 1925.  Hirtodrosophila fuscohalterata ingår i släktet Hirtodrosophila och familjen daggflugor.
Artens utbredningsområde är Costa Rica. Inga underarter finns listade i Catalogue of Life.